# Эдуард (тропический шторм, 2008)
Тропический шторм Эдуард (англ. Tropical Storm Edouard) — пятый тропический циклон и пятый по счёту шторм, получивший собственное имя в сезоне атлантических ураганов 2008 года.
Циклон образовался в северо-восточной части акватории Мексиканского залива в результате однонаправленной серии сдвигов ветра, породивших высокие гребни атмосферных возмущений, энергия которых стала одним из основных факторов образования 2 августа ложбины низкого давления. На следующий день область низкого давления организовалась в Тропическую депрессию 5, которая практически сразу же перешла в фазу тропического шторма, пятого по счёту в сезоне атлантических ураганов 2008 года. Названный следующим сезонным именем Эдуард, шторм взял курс на запад к южному побережью Соединённых Штатов Америки и достиг его 5 августа 2008 года, вступив на морское побережье штата Техас примерно в 65 километрах к юго-западу от города Порт-Артур. Далее шторм двигался на запад-северо-запад вглубь Техаса, резко снижая собственную интенсивность, и уже к концу суток 5 августа перешёл в фазу тропической депрессии. В течение следующих суток остатки Эдуарда рассеялись над территорией Техаса, напоследок пройдясь проливными дождями над центральной частью штата.
Тропический шторм Эдуард стал причиной гибели шестерых человек, суммарный ущерб от его прохождения был оценен в четверть миллиона долларов США.

## Метеорологическая история

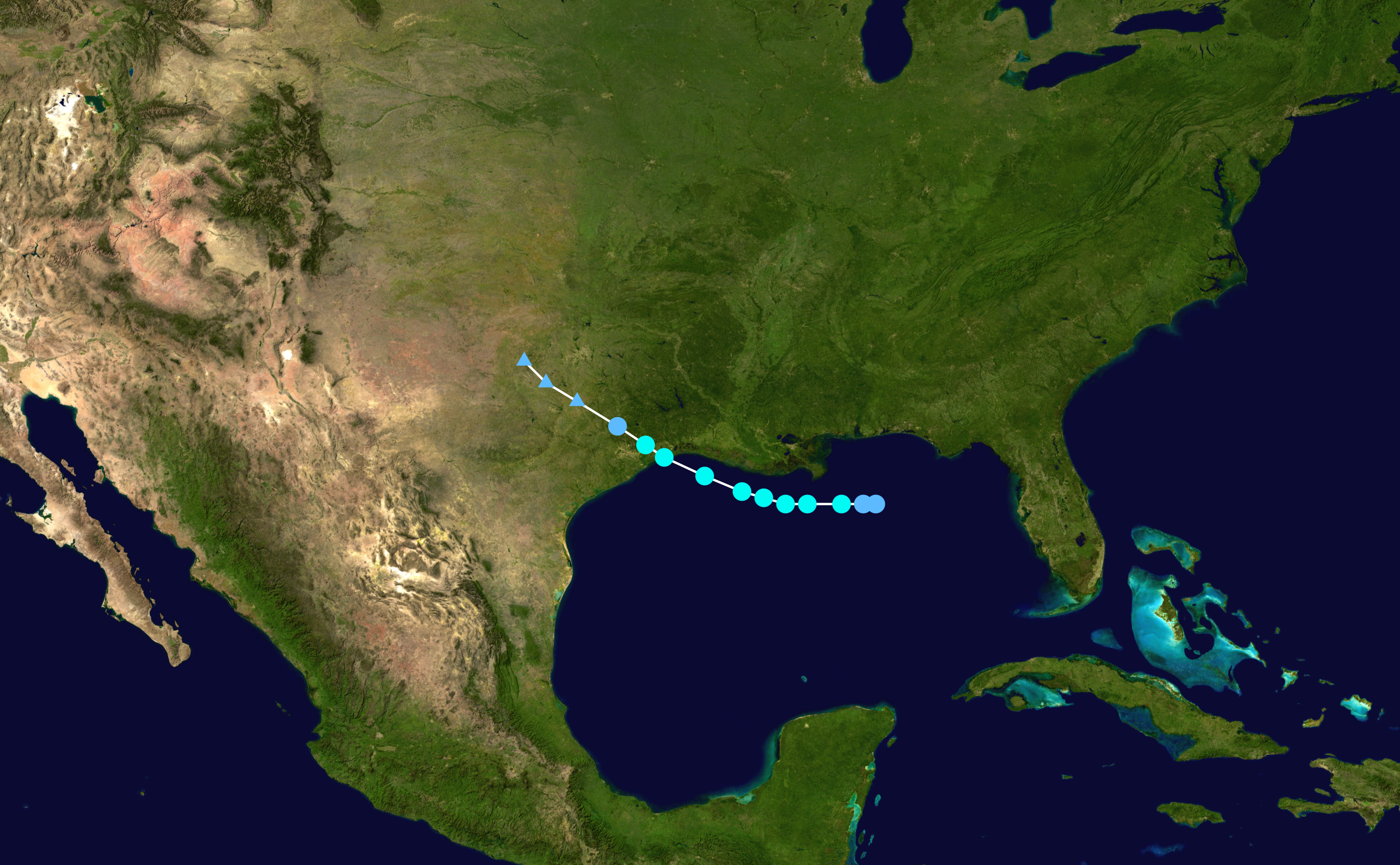
Траектория движения Тропического шторма Эдуард

2 августа 2008 года в северной части Мексиканского залива в результате однонаправленной серии сдвигов ветра образовалась воздушная волна, подножие которой сформировало область низкого давления в районе города Апалачикола (штат Флорида). В ложбине достаточно быстро организовались конвекционные воздушные массы, насыщаемые тёплыми прибрежными водами — все метеорологические условия благоприятствовали для дальнейшего развития системы в организованный тропический циклон.
Во второй половине дня 3 августа в результате полётов в район циклона сотрудники авиаподразделения Hurricane Hunters зарегистрировали чётко выраженный центр обращения воздушных масс, незначительно закрытый дезорганизованными грозовыми облаками. На основании этих данных специалисты Национального центра прогнозирования ураганов США (NHC) объявили о формировании Тропической депрессии 5 — пятому по счёту тропическому циклону в сезоне атлантических ураганов 2008 года. Центр атмосферного образования к этому времени находился в 137 километрах к югу от устья реки Миссисипи.
Первоначально тропическая депрессия располагалась в районе с сухим воздухом и действовавшими на её северной границе сдвигами ветра, поэтому в полном соответствии с прогнозами метеорологов увеличивала свою интенсивность достаточно медленно. Тем не менее, уже к концу суток 3 августа авиационное подразделение Hurricane Hunters зафиксировало скорость ветра в циклоне в 100 км/ч, на основании чего специалисты NHC повысили статус циклона до тропического шторма по шкале классификации ураганов Саффира — Симпсона и присвоили ему следующее имя Эдуард из списка названий сезона атлантических ураганов 2008 года. К началу следующих суток конвекционные массы ослабили собственную интенсивность, однако, перед рассветом активизировалась восточная зона конвекции циклона, к полудню окружив весь его центр на фоне значительного ослабления сдвигов ветра на его западной стороне. Вечером того же дня Эдуард укрепился до уровня сильного тропического шторма с устойчивой скоростью ветра в атмосферном образовании, достигшем значения в 105 км/ч.
Утром 5 августа Тропический шторм Эдуард дошёл до береговой линии и обрушился на южную часть штата Техас вблизи района Гилкрайст в 65 километрах к юго-западу от города Порт-Артур. Продолжая движения по суше на запад-северо-запад, шторм быстро снижал интенсивность и уже к концу тех же суток перешёл в стадию тропической депрессии, постепенно меняя вектор движения на северо-западный. Поздно вечером 6 августа метеорологи констатировали окончательно расформирование депрессии над центральной частью штата Техас.

## Подготовка

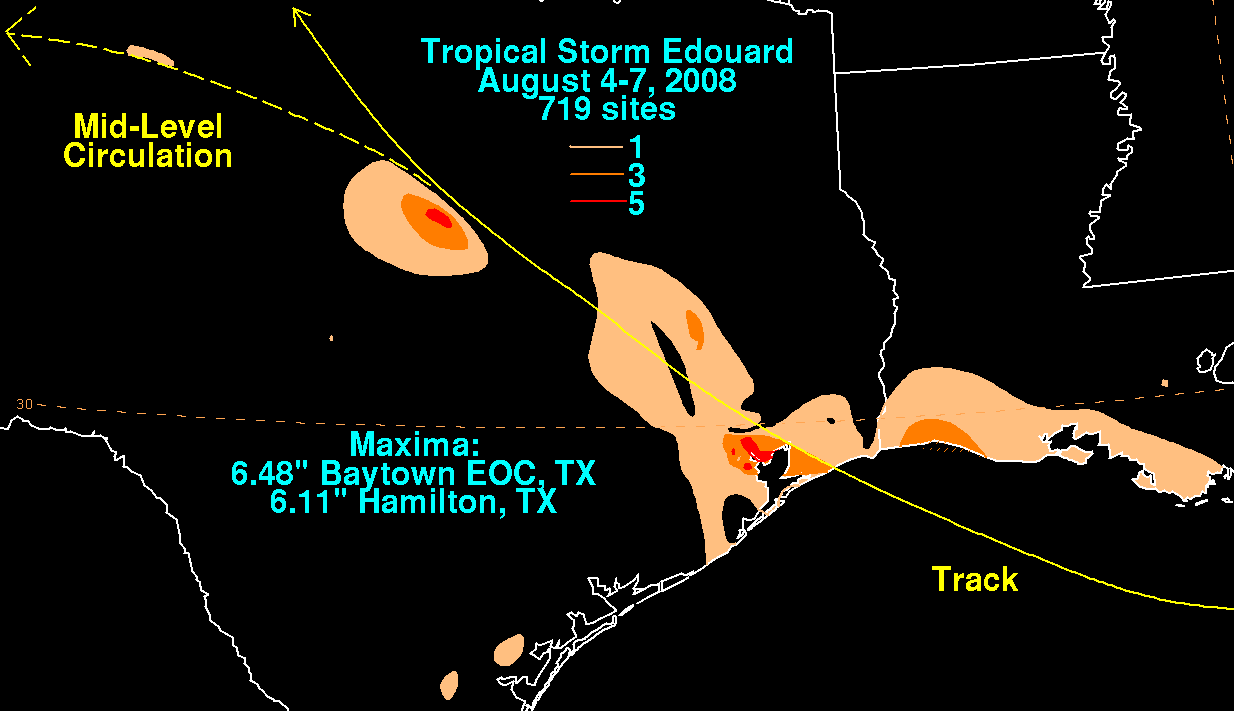
Карта осадков при прохождении Тропического шторма Эдуард

В процессе подготовки к встрече стихии были приведены в состояние полной готовности спасательные службы на побережье штатов Техас и Луизиана. Техасский губернатор Рик Перри объявил предупреждение о бедствии для семнадцати округов штата, которые находились на пути следования Тропического шторма Эдуард, а также привёл в полную готовность войска Национальной гвардии США, 70 групп спасателей и 6 вертолётов. Была образована чрезвычайная комиссия по координации работы данных подразделений с целью доставки провизии и воды в районы, которые могли бы пострадать в результате прохождения тропической стихии. Согласно распоряжению главы штата в ведение комиссии передавались около двухсот автобусов в городах Сан-Антонио и Хьюстон для проведения возможной эвакуации.
Губернатор Луизианы Бобби Джиндал объявил чрезвычайное положение на всей территории штата. Управление по чрезвычайным ситуациям Луизианы распорядилось провести обязательную эвакуацию жителей прихода Кэмерон, поручив при этом шерифу прихода расставить блок-посты на дорогах.
В Мексиканском заливе нефтегазовая компания Royal Dutch Shell эвакуировала около 40 сотрудников с собственных нефтяных вышек, компании BP и Chevron так же вывезли своих работников с платформ с центральной и западной частей акватории залива.

## Вторжение

### Флорида, Алабама и Луизиана

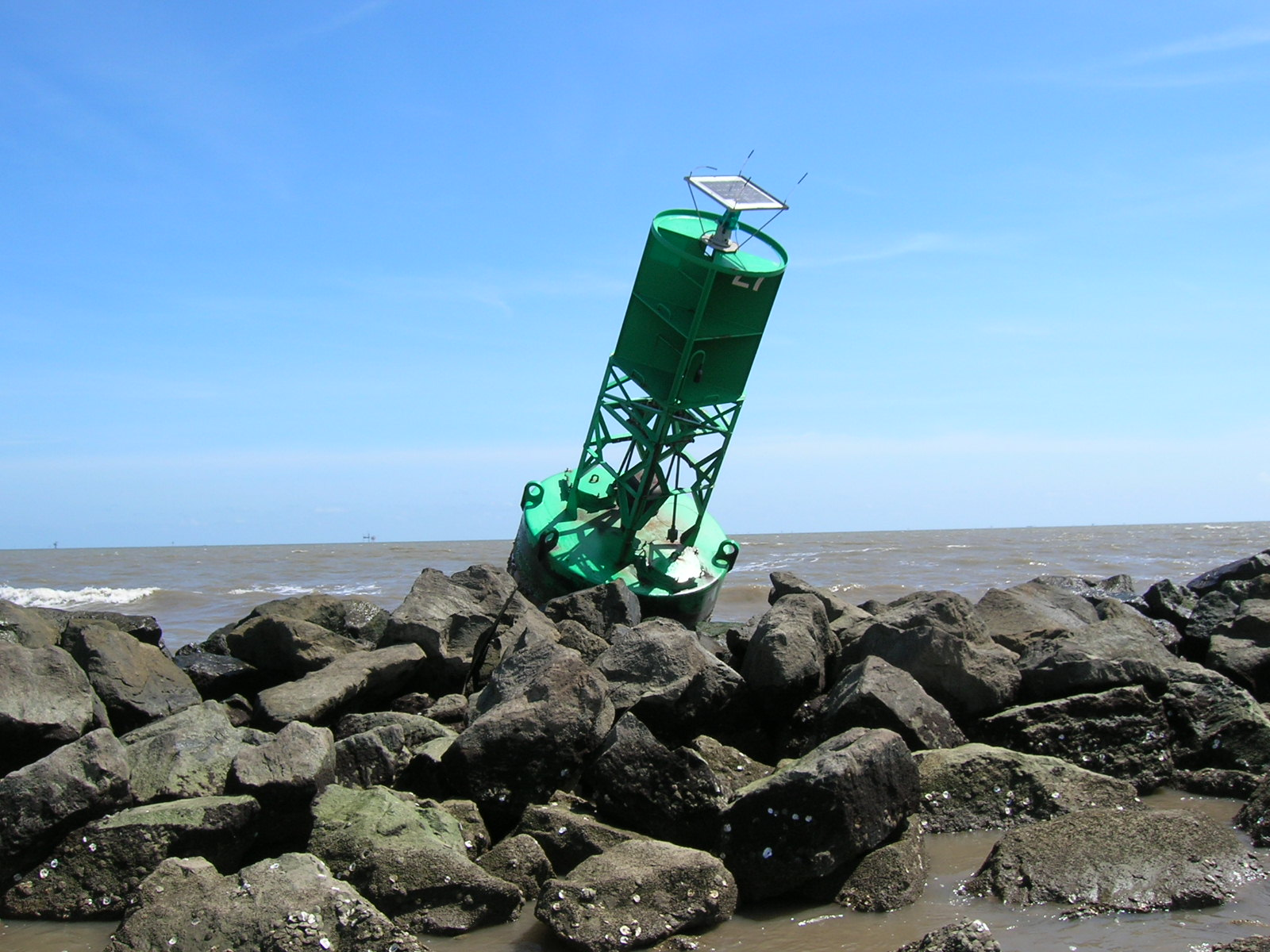
Выброшенный на берег навигационный буй. Холи-Бич, Луизиана

Сильное обратное течение у побережья штатов Флорида и Алабама привело к гибели пятерых человек.
Уровень осадков в штате Луизиана достиг отметки в 97 миллиметров в районе города Хакберри, по остальной территории штата выпало от 25 до 76 мм дождей. Вдоль морского побережья волны штормового нагона поднялись на высоту от 1,2 до 1,5 метров выше нормы, из района города Интракостал-Сити сообщалось о более высоких волнах. Самые сильные ветры при следовании шторма через территорию Луизианы были зарегистрированы в приходах Кэмерон, Вермильен и Кэлкэшу, в которых порывы ветра достигали 65 км/ч, а городе Лейк-Чарльз были зафиксированы порывы в 100 км/ч. Из-за штормового нагона была закрыта часть автодороги 82 штата Луизиана на отрезке от города Холи-Бич до города Джонсон-Байю. Небольшой паводок прошёл по реке Кэлкэшу до города Лейк-Чарльз, затопив при этом территорию местного яхт-клуба. Паводком также подтопило низменную местность в городе Интракостал-Сити. По причине падения деревьев в некоторых частях штата было повреждено несколько линий электропередач, в результате чего более двух тысяч домов осталось без электричества. В открытом море в районе устья реки Миссисипи за борт своей лодки упал ловец креветок, инцидент, тем не менее, закончился для рыбака благополучно.

### Техас
Максимум осадков (165 миллиметров) при прохождении Тропического шторма Эдуард был зарегистрирован в городе Бейтаун неподалёку от Хьюстона. В центральной части Техаса прошли сильные грозовые дожди, ставшие причиной подтопления отрезка автодороги 36 (Техас). В пригороде Гамильтона уровень осадков составил 155 миллиметров, в других частях штата фиксировались дожди в диапазоне от 76 до 130 миллиметров. Порывы ветра в центральной части штата варьировались от 80 до 110 км/ч, а максимальный порыв был зарегистрирован в местечке Тексас-Пойнт и составил 114 км/ч. Самое низкое атмосферное давление в Техасе при прохождении Тропического шторма Эдуард было определено в районе национального парка «Си-Рим» и составило 747,5 миллиметров ртутного столба. Высота штормовой волны на морском побережье Техаса составила от 0,6 до 1,5 метров.